# Tibellus aspersus
Tibellus aspersus là một loài nhện trong họ Philodromidae.
Loài này thuộc chi Tibellus. Tibellus aspersus được miêu tả năm 1991 bởi Danilov.